# 哈克尔堡 (阿拉巴马州)
哈克尔堡（英語：Hackleburg）是美国亚拉巴马州下属的一座城鎮。面积约为15.27平方英里（约合39.56平方公里）。根据2020年美國人口普查，该鎮有人口1,425人，人口密度为99.25/平方英里（约合38.32/平方公里）。